# 松浦邁
松浦 邁（まつうら つぐる、1911年8月22日 - 1954年12月6日）は、日本の陸軍軍人。最終階級は陸軍少佐。

## 略歴
- 1932年（昭和7年）6月-陸軍士官学校（44期）
  - 10月-歩兵少尉
- 1934年（昭和9年）-歩兵中尉
- 1936年（昭和11年）-二･二六事件被疑者
- 1938年（昭和13年）-歩兵大尉
- 1941年（昭和16年）-陸軍少佐
- 1944年（昭和19年）-依願退役

| スタブアイコン | サブスタブ | この項目は、まだ閲覧者の調べものの参照としては役立たない、人物に関連した書きかけの項目です。この項目を加筆・訂正などしてくださる協力者を求めています（P:人物伝/PJ:人物伝）。 |